# Hontianske Tesáre
Hontianske Tesáre (deutsch Dessir, ungarisch Teszér) ist eine Gemeinde in der Mittelslowakei.

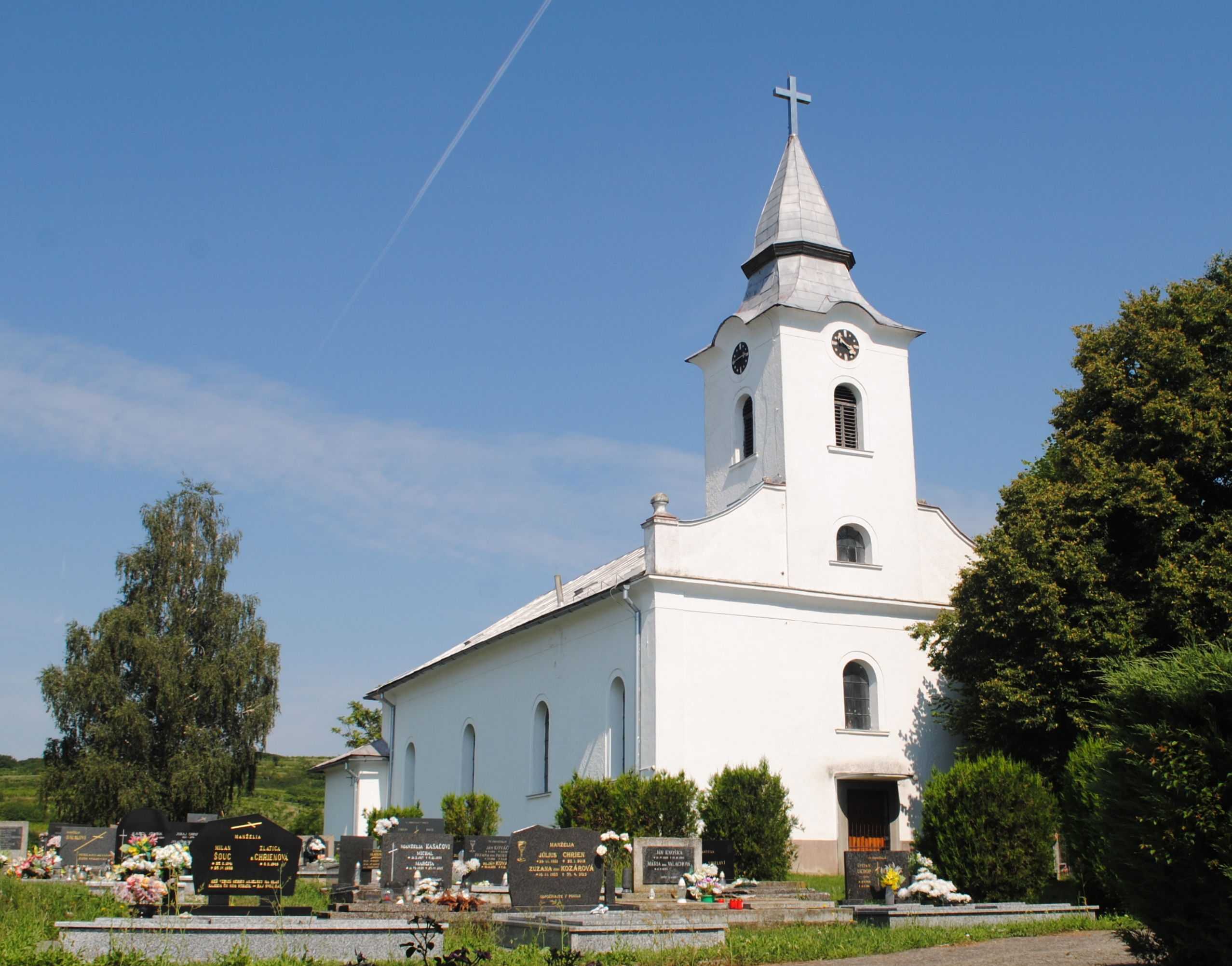
Kirche

Sie liegt im Tal der Štiavnica nördlich von Dudince und zu ihr gehören neben dem Hauptort Hontianske Tesáre noch die Orte Báčovce (deutsch Bachsdorf), Dvorníky und Šipice, welche 1971 eingemeindet wurden.
Hontianske Tesáre wurde 1279 zum ersten Mal schriftlich als Tezer erwähnt und hieß bis 1948 slowakisch Hontianske Tesáry, bis 1927 nur Tesáre/Tesáry.
Bis 1918 gehörte die Gemeinde im Komitat Hont zum Königreich Ungarn und kam dann zur neu entstandenen Tschechoslowakei.
Sehenswert ist die romanische Kirche von 1332, die dem heiligen Michael geweiht ist und eine nahegelegene Höhle mit acht Kammern.

## Bevölkerung
| Jahr                | 1994 | 2004    | 2014    | 2024    |
| ------------------- | ---- | ------- | ------- | ------- |
| Anzahl der Personen | 818  | 899     | 940     | 868     |
| Unterschied         |      | +9,90 % | +4,56 % | −7,65 % |

| Jahr                | 2023 | 2024    |
| ------------------- | ---- | ------- |
| Anzahl der Personen | 871  | 868     |
| Unterschied         |      | −0,34 % |